# Isolering (fängelse)
Isolering är en typ av internering av en intern, då denne hålls avskild från andra interner i fängelse. Detta kan förekomma av olika skäl, exempelvis vid oro eller aggressionsutbrott hos internen. Det kan även vara så att en intern själv väljer isolering från sina medfångar, då denne upplever en hotbild. Det får dock inte användas som en straffåtgärd i Sverige.
Studier har visat att få eller inga andra former av frihetsberövande skapar så mycket psykologiskt trauma, med så många symptom på psykisk sjukdom, som isolering gör. År 2006 uppmärksammades det att isoleringar inom kriminalvården förlängdes på grund av platsbrist på ordinarie platser.